# Старокулево
Старокулево (баш. Иҫкө Күл) — село в Нуримановском районе Башкортостана, административный центр Староисаевского сельсовета.

## Географическое положение
Расстояние до:
- районного центра (Красная Горка): 10 км,
- ближайшей ж/д станции (Иглино): 40 км.

## Население
| 2002 | 2009 | 2010 |
| ---- | ---- | ---- |
| 735  | ↗787 | ↘721 |

## Религия
В селе есть мечеть.

## Известные уроженцы
- Гайнан Хайри (2 июня 1903 — 16 октября 1938) — башкирский писатель[4][5].